# Giorgos Despinis
Giorgos Despinis (griechisch Γιώργος Δεσπίνης, * 16. April 1936 in Pyrgos auf Tinos; † 13. September 2014 in Athen) war ein griechischer Klassischer Archäologe.
Giorgos Despinis studierte Klassische Archäologie in Athen und Deutschland, einen Teil seines Studiums absolvierte er von 1962 bis 1964 an der Universität des Saarlandes bei Nikolaus Himmelmann und an der Universität Freiburg bei Walter-Herwig Schuchhardt. Von 1971 bis 1987 war Despinis Hochschullehrer an der Universität Thessaloniki, ließ sich aber vorzeitig emeritieren, um sich ganz der Forschung zu widmen. Seit 2002 war er korrespondierendes Mitglied der Akademie der Wissenschaften zu Göttingen. 
Mit einem Wissenschaftlerteam erfasste er zwischen 1997 und 2010 in drei Katalogbänden den Bestand antiker Skulpturen im Archäologischen Museum von Thessaloniki. Von einem gleichartigen Projekt im Athener Archäologischen Nationalmuseum erlebte er noch die Herausgabe des ersten Bandes. Die Plastik archaischer und klassischer Zeit sowie die klassische und hellenistische Architektur Griechenlands bildeten seine Forschungsschwerpunkte. Bedeutend waren seine Beiträge zum Werk des Agorakritos, insbesondere zur „Nemesis von Rhamnous“.
Am 15. September 2014 wurde Despinis auf dem Ersten Athener Friedhof beigesetzt.

## Schriften (Auswahl)
- Συμβολή στη μελέτη του έργου του Αγορακρίτου. Hermes, Athen 1971
- Παρθενώνεια. Archaiologike Hetaireia, Athen 1982
- Hochrelieffriese des 2. Jahrhunderts n. Chr. aus Athen. Hirmer, München 2003
- Zu Akrolithstatuen griechischer und römischer Zeit. Vandenhoeck und Ruprecht, Göttingen 2004